# Liste des cavités naturelles les plus profondes de l'Hérault
La liste des cavités naturelles les plus profondes de l'Hérault recense, sous forme de tableau(x), les cavités souterraines naturelles connues dans ce département français, dont le dénivelé est supérieur ou égal à cent mètres.
La communauté spéléologique considère qu'une cavité souterraine naturelle n'existe vraiment qu'à partir du moment où elle est « inventée » c'est-à-dire découverte (ou redécouverte), inventoriée, topographiée et publiée. Bien sûr, la réalité physique d'une cavité naturelle est la plupart du temps bien antérieure à sa découverte par l'homme ; cependant tant qu'elle n'est pas explorée, mesurée et révélée, la cavité naturelle n'appartient pas au domaine de la connaissance partagée.
La liste spéléométrique des 101 plus profondes cavités naturelles de l'Hérault (≥ cent mètres) est actualisée à décembre 2023.
La plus profonde cavité souterraine naturelle répertoriée dans le département de l'Hérault est  « l'aven de la Capitelle », sur la commune de Saint-Guilhem-le-Désert (cf. ligne 1 du tableau ci-dessous).
| \| Histogramme de la répartition des plus profondes cavités naturelles de l'Hérault par classe de dénivelé -- Les 101 cavités citées décembre 2023 sont réparties en 4 classes de dénivelé -- \| \| \| \| \| \| \| \| \| \| \| \| \| \| \| classe I >= 300 m 5 cavité[s] \| classe II >= 200 m et < 300 m 12 cavités \| classe III >= 150 m et < 200 m 20 cavités \| classe IV >= 100 m et < 150 m 64 cavités \| \| |                               |                                          |                                           |                                          |  |
| Le graphique qui aurait dû être présenté ici ne peut pas être affiché car il utilise l'ancienne extension Graph, désactivée pour des questions de sécurité. Des indications pour créer un nouveau graphique avec la nouvelle extension Chart sont disponibles ici . |                               |                                          |                                           |                                          |  |
| Histogramme de la répartition des plus profondes cavités naturelles de l'Hérault par classe de dénivelé -- Les 101 cavités citées décembre 2023 sont réparties en 4 classes de dénivelé -- |                               |                                          |                                           |                                          |  |
| |                               |                                          |                                           |                                          |  |
| | classe I >= 300 m 5 cavité[s] | classe II >= 200 m et < 300 m 12 cavités | classe III >= 150 m et < 200 m 20 cavités | classe IV >= 100 m et < 150 m 64 cavités |  |

## Cavités de l'Hérault dont la dénivelée est supérieure ou égale à 300 mètres
5 cavités sont recensées dans cette « classe I », au 31-12-2023.
| Réf. | Cavité (autres noms)      | Commune                                  | Massif ou zone         | Coordonnées (WGS 84)        | Dénivelée (mètres) | Développe. (mètres) | Sources ou références                       | Mise à jour |
| ---- | ------------------------- | ---------------------------------------- | ---------------------- | --------------------------- | ------------------ | ------------------- | ------------------------------------------- | ----------- |
| 1    | Aven de la Capitelle      | Saint-Guilhem-le-Désert                  | Monts de Saint-Guilhem | 43° 46′ 33″ N, 3° 33′ 09″ E | +000407, m         | +0600, m            | Plongeesout.com & Grottocenter              | 2000-00     |
| 2    | Aven de la Leicasse       | Saint-Maurice-Navacelles                 | Montagne de la Séranne | 43° 49′ 08″ N, 3° 33′ 35″ E | +000356, m         | +16 530, m          | Hubert Borg, Grottocenter & Plongeesout.com | 2000-00     |
| 3    | Grand Aven du Mont Marcou | Saint-Geniès-de-Varensal                 | Mont Marcou            | 43° 41′ 36″ N, 3° 00′ 19″ E | +000345, m         | +1 800, m           | Spelunca no 126                             | 2012-00     |
| 4    | Aven Barnabé              | La Vacquerie-et-Saint-Martin-de-Castries | Causse du Larzac       | 43° 46′ 47″ N, 3° 28′ 55″ E | +000312, m         | +2 507, m           | Plongeesout.com & Grottocenter              | 2000-00     |
| 5    | Grotte du Garrel          | Saint-Jean-de-Buèges                     | Montagne de la Séranne | 43° 50′ 02″ N, 3° 36′ 59″ E | +000307, m         | +10 000, m          | Grottocenter ,                              | 2019-02     |

## Cavités de l'Hérault (France) dont la dénivelée est comprise entre 200 mètres et 300 mètres
12 cavités sont recensées dans cette « classe II », au 31-12-2023.
| Réf. | Cavité (autres noms)                    | Commune                                  | Massif ou zone             | Coordonnées (WGS 84)        | Dénivelée (mètres) | Développe. (mètres) | Sources ou références                                           | Mise à jour |
| ---- | --------------------------------------- | ---------------------------------------- | -------------------------- | --------------------------- | ------------------ | ------------------- | --------------------------------------------------------------- | ----------- |
| 6    | Système du Pic Saint-Baudille – Licorne | Montpeyroux                              | Montagne de la Séranne     | 43° 44′ 20″ N, 3° 28′ 46″ E | +000280, m         | +1 150, m           | Grottocenter & Grottocenter                                     | 2000-12     |
| 7    | Aven des Huttes                         | Saint-Maurice-Navacelles                 | Causse du Larzac           | 43° 49′ 10″ N, 3° 29′ 51″ E | +000270, m         | +1 150, m           | ipvsmn.org                                                      | 2000-12     |
| 8    | Aven du Cochon                          | Saint-Pierre-de-la-Fage                  | Causse du Larzac           | 43° 48′ 09″ N, 3° 25′ 10″ E | +000270, m         | +4 550, m           | Grottocenter et Céladon                                         | 2023-08     |
| 9    | Aven du Saut du Lièvre                  | Pégairolles-de-l'Escalette               | Causse du Larzac           | 43° 49′ 53″ N, 3° 20′ 49″ E | +000262, m         | +1 000, m           | Spéléométrie de la France                                       | 2000-12     |
| 10   | Aven du Fariol                          | Saint-Guilhem-le-Désert                  | Monts de Saint-Guilhem     | 43° 45′ 03″ N, 3° 30′ 11″ E | +000247, m         | NC m                | Les Grandes Cavités héraultaises & Grottocenter                 | 2017-08     |
| 11   | Aven Clara                              | La Vacquerie-et-Saint-Martin-de-Castries | Causse du Larzac           | 43° 47′ 19″ N, 3° 28′ 13″ E | +000224, m         | +1 476, m           | Grottocenter                                                    | 2017-12     |
| 12   | Grotte du Banquier                      | Saint-Étienne-de-Gourgas                 | Causse du Larzac           | 43° 46′ 59″ N, 3° 23′ 37″ E | +000217, m         | +12 679, m          | plongeesouterraine.org, Grottocenter & Larzac Explo - Céladon   | 2022-10     |
| 13   | Grotte de Ferrussac                     | La Vacquerie-et-Saint-Martin-de-Castries | Causse du Larzac           | 43° 48′ 02″ N, 3° 29′ 04″ E | +000210, m         | NC m                | Grottocenter & alpespeleo.fr                                    | 2017-12     |
| 14   | Aven de la Combe du Buis                | Causse-de-la-Selle                       | Garrigues montpelliéraines | 43° 45′ 44″ N, 3° 35′ 04″ E | +000209, m         | +1 900, m           | Plongeesout.com & Grottocenter                                  | 2000-12     |
| 15   | Évent de Coudoulières                   | Pégairolles-de-Buèges                    | Montagne de la Séranne     | 43° 48′ 41″ N, 3° 35′ 05″ E | +000203, m         | +5 522, m           | Grottocenter, Plongeesout.com, La Coudoulière & spéléo Magazine | 2023-09     |
| 16   | Aven du Troglodyte Mignon               | Saint-Privat                             |                            | 43° 44′ 40″ N, 3° 28′ 10″ E | +000201, m         | +1 496, m           | Les Grandes Cavités héraultaises                                | 2017-08     |
| 17   | Aven Didier                             | Cournonterral                            | Causse d'Aumelas           | 43° 33′ 50″ N, 3° 37′ 21″ E | +000200, m         | +0300, m            | Scialet n°37, Plongeesout.com & Grottocenter                    | 2008-12     |

## Cavités de l'Hérault dont la dénivelée est comprise entre 150 mètres et 200 mètres
20 cavités sont recensées dans cette « classe III », au 31-12-2023.
| Réf. | Cavité (autres noms)                   | Commune                                  | Massif ou zone             | Coordonnées (WGS 84)        | Dénivelée (mètres) | Développe. (mètres) | Sources ou références                                             | Mise à jour |
| ---- | -------------------------------------- | ---------------------------------------- | -------------------------- | --------------------------- | ------------------ | ------------------- | ----------------------------------------------------------------- | ----------- |
| 18   | Cave de Vitalis                        | La Vacquerie-et-Saint-Martin-de-Castries | Causse du Larzac           | 43° 46′ 50″ N, 3° 26′ 53″ E | +000191, m         | +2 128, m           | Spéléoc                                                           | 2000-12     |
| 19   | Fousse de Carteyral                    | Gorniès                                  | Pic d'Anjeau               | 43° 54′ 41″ N, 3° 37′ 17″ E | +000184, m         | +2 000, m           | Gersam 34 & Plongeesout.com                                       | 2000-12     |
| 20   | Abîme de Rabanel                       | Brissac                                  | Montagne de la Séranne     | 43° 53′ 08″ N, 3° 41′ 05″ E | +000181, m         | +0550, m            | Grottocenter                                                      | 2000-12     |
| 21   | Aven de la Potence                     | Saint-Martin-de-Londres                  | Garrigues montpelliéraines | 43° 46′ 20″ N, 3° 41′ 22″ E | +000178, m         | NC m                | Grottocenter                                                      | 2000-12     |
| 22   | Gouffre d'Euzèdes                      | Riols                                    |                            | 43° 29′ 54″ N, 2° 51′ 07″ E | +000170, m         | +5 000, m           | Plongeesout.com, ipvsmn.org & Alpespeleo                          | 2000-12     |
| 23   | Aven de la Vayssière                   | Les Rives                                | Causse du Larzac           | 43° 51′ 42″ N, 3° 14′ 57″ E | +000170, m         | +1 100, m           | Plongeesout.com                                                   | 2000-12     |
| 24   | Foux du Mas de Banal                   | Saint-Bauzille-de-Putois                 | Garrigues montpelliéraines | 43° 53′ 40″ N, 3° 45′ 04″ E | +000169, m         | +0440, m            | Plongeesout.com                                                   | 2000-12     |
| 25   | Évent de Veyrières                     | Lunas                                    |                            | 43° 43′ 23″ N, 3° 13′ 18″ E | +000167, m         | +3 600, m           | Grottocenter & Plongeesout.com                                    | 2000-12     |
| 26   | Aven de la Baraque                     | Les Matelles                             | Garrigues montpelliéraines | 43° 44′ 26″ N, 3° 46′ 23″ E | +000166, m         | +0600, m            | Grottocenter                                                      | 2000-12     |
| 27   | Aven de la Fendille du Bois de Montmal | Cazilhac                                 | Montagne de la Séranne     | 43° 54′ 06″ N, 3° 39′ 53″ E | +000165, m         | +1 200, m           | Grottocenter & Les Grandes Cavités héraultaises                   | 2000-12     |
| 28   | Aven du Mas d'Artamon                  | Aumelas                                  | Causse d'Aumelas           | 43° 33′ 49″ N, 3° 37′ 00″ E | +000165, m         | +0600, m            | Grottocenter                                                      | 2000-12     |
| 29   | Aven de Belle Aure                     | Saint-Guilhem-le-Désert                  | Monts de Saint-Guilhem     | 43° 46′ 05″ N, 3° 33′ 13″ E | +000164, m         | NC m                | Grottocenter                                                      | 2000-12     |
| 30   | Aven de la Dame                        | Brissac                                  | Montagne de la Séranne     | 43° 52′ 33″ N, 3° 41′ 26″ E | +000164, m         | +0275, m            | Grottocenter                                                      | 2000-12     |
| 31   | Aven du Bois de Bouisse                | Avène                                    |                            | 43° 46′ 34″ N, 3° 06′ 01″ E | +000164, m         | NC m                | Plongeesout.com                                                   | 2000-12     |
| 32   | Aven de Puech Ahou                     | Saint-Maurice-Navacelles                 | Causse du Larzac           | 43° 49′ 04″ N, 3° 33′ 44″ E | +000162, m         | +0550, m            | Grottocenter                                                      | 2000-12     |
| 33   | Aven Michel                            | Aumelas                                  | Causse d'Aumelas           | 43° 34′ 16″ N, 3° 37′ 09″ E | +000160, m         | NC m                | Grottocenter                                                      | 2000-12     |
| 34   | Aven Claude                            | Argelliers                               | Garrigues montpelliéraines | 43° 44′ 39″ N, 3° 38′ 14″ E | +000158, m         | NC m                | Grottocenter                                                      | 2000-12     |
| 35   | Aven de Lapourdoux                     | Saint-Guilhem-le-Désert                  | Monts de Saint-Guilhem     | 43° 46′ 06″ N, 3° 32′ 15″ E | +000155, m         | NC m                | Grottocenter                                                      | 2000-12     |
| 36   | Aven de Peyre Aoube                    | Saint-Maurice-Navacelles                 | Causse du Larzac           | 43° 48′ 24″ N, 3° 32′ 12″ E | +000150, m         | NC m                | Grottocenter                                                      | 2000-12     |
| 37   | Grotte du Sergent                      | Saint-Guilhem-le-Désert                  | Monts de Saint-Guilhem     | 43° 45′ 08″ N, 3° 33′ 22″ E | +000150, m         | +5 305, m           | Hubert Borg & Plongeesout.com, Grottocenter & Histoires de désob' | 2024-03     |

## Cavités de l'Hérault dont la dénivelée est comprise entre 100 mètres et 150 mètres
64 cavités sont recensées dans cette « classe IV », au 31-12-2023.
| Réf. | Cavité (autres noms)                           | Commune                                  | Massif ou zone             | Coordonnées (WGS 84)            | Dénivelée (mètres) | Développe. (mètres) | Sources ou références                                  | Mise à jour |
| ---- | ---------------------------------------------- | ---------------------------------------- | -------------------------- | ------------------------------- | ------------------ | ------------------- | ------------------------------------------------------ | ----------- |
| 38   | Grotte des PN 77                               | Olargues                                 |                            | 43° 31′ 23″ N, 2° 54′ 36″ E     | +000148, m         | +2 500, m           | Plongeesout.com & ipvsmn.org                           | 2000-12     |
| 39   | Grotte de Grenouillet                          | Gorniès                                  | Montagne de la Séranne     | 43° 51′ 30″ N, 3° 35′ 21″ E     | +000145, m         | +2 500, m           | Plongeesout.com                                        | 2000-12     |
| 40   | Grotte de Clamouse                             | Saint-Jean-de-Fos                        | Monts de Saint-Guilhem     | 43° 42′ 35″ N, 3° 33′ 09″ E     | +000145, m         | +4 500, m           | Page Wikipedia                                         | 2000-12     |
| 41   | Aven de la Médaille                            | Argelliers                               | Garrigues montpelliéraines | 43° 44′ 57″ N, 3° 38′ 46″ E     | +000144, m         | NC m                | Spéléométrie de la France                              | 2000-12     |
| 42   | Évent de Bergougnous                           | Saint-Maurice-Navacelles                 | Causse du Larzac           | 43° 53′ 21″ N, 3° 29′ 36″ E     | +000143, m         | +3 192, m           | Plongeesout.com                                        | 2000-12     |
| 43   | Source du Lirou                                | Les Matelles                             | Garrigues montpelliéraines | 43° 43′ 59″ N, 3° 48′ 20″ E     | +000140, m         | +4 750, m           | Plongeesout.com & Grottocenter                         | 2000-12     |
| 44   | Aven des Plans                                 | Les Plans                                |                            | 43° 45′ 24″ N, 3° 14′ 49″ E     | +000140, m         | +2 450, m           | Plongeesout.com & Grottocenter                         | 2000-12     |
| 45   | Grotte de Lauzinas                             | Saint-Pons-de-Thomières                  | Saint-Ponais               | 43° 28′ 53″ N, 2° 44′ 48″ E     | +000140, m         | +6 100, m           | AVCFC & Plongeesout.com                                | 2000-12     |
| 46   | Aven du Grelot                                 | Pégairolles-de-Buèges                    | Montagne de la Séranne     | 43° 48′ 35″ N, 3° 34′ 34″ E     | +000139, m         | +3 229, m           | Grottocenter                                           | 2000-12     |
| 47   | Aven du Couchant                               | La Vacquerie-et-Saint-Martin-de-Castries | Causse du Larzac           | 43° 47′ 39″ N, 3° 31′ 18″ E     | +000132, m         | +0190, m            | Grottocenter                                           | 2000-12     |
| 48   | Évent de Soubès                                | Soubès                                   | Causse du Larzac           | 43° 46′ 59″ N, 3° 21′ 44″ E     | +000130, m         | +1 450, m           | Spéléométrie de la France & Plongeesout.com            | 2000-12     |
| 49   | Aven du Raisin                                 | Aumelas                                  | Causse d'Aumelas           | 43° 34′ 51″ N, 3° 37′ 29″ E     | +000130, m         | NC m                | Spéléométrie de la France                              | 2000-12     |
| 50   | Aven Vailhé                                    | Pégairolles-de-l'Escalette               | Causse du Larzac           | 43° 49′ 41″ N, 3° 20′ 00″ E     | +000130, m         | NC m                | Spéléométrie de la France                              | 2000-12     |
| 51   | Trou fumant de l'Olivier                       | Moulès-et-Baucels                        |                            | 43° 57′ 07″ N, 3° 43′ 17″ E     | +000128, m         | +2 310, m           | Plongeesout.com                                        | 2000-12     |
| 52   | Aven Marceau                                   | Saint-Pierre-de-la-Fage                  | Causse du Larzac           | 43° 47′ 34″ N, 3° 25′ 27″ E     | +000128, m         | +0394, m            | Spéléo magazine & Larzac Explo-Celadon                 | 2021-06     |
| 53   | Aven Jennifer                                  | La Vacquerie-et-Saint-Martin-de-Castries | Causse du Larzac           | 43° 47′ 53″ N, 3° 29′ 06″ E     | +000128, m         | +0150, m            | Les Grandes Cavités héraultaises                       | 2000-12     |
| 54   | Aven de l'Asperge                              | Olargues                                 |                            | 43° 31′ 19,4″ N, 2° 54′ 16,5″ E | +000127, m         | +7 000, m           | ipvsmn.org                                             | 2000-12     |
| 55   | Aven du Petit Suisse                           | Saint-Privat                             |                            | 43° 46′ 06″ N, 3° 26′ 54″ E     | +000126, m         | +0250, m            | ipvsmn.org                                             | 2000-12     |
| 56   | Aven des Pousselières                          | Ferrières-Poussarou                      | Avant mont Biterrois       | 43° 28′ 21,7″ N, 2° 52′ 36″ E   | +000126, m         | +1 500, m           | Les Grandes Cavités héraultaises & ipvsmn.org          | 2000-12     |
| 57   | Grotte de Ponderach                            | Saint-Pons-de-Thomières                  | Saint-Ponais               | 43° 29′ 06″ N, 2° 46′ 05″ E     | +000124, m         | +6 009, m           | Spéléométrie de la France & ipvsmn.org                 | 2000-12     |
| 58   | Aven du Dolmen n° 2                            | Puéchabon                                | Garrigues montpelliéraines | 43° 44′ 25″ N, 3° 37′ 57″ E     | +000122, m         | NC m                | Spéléométrie de la France                              | 2000-12     |
| 59   | Aven du Puech de la Galine                     | Puéchabon                                | Garrigues montpelliéraines | 43° 43′ 34″ N, 3° 37′ 13″ E     | +000121, m         | NC m                | Grottocenter                                           | 2000-12     |
| 60   | Grotte des Roses                               | Castanet-le-Haut                         |                            | 43° 41′ 16″ N, 2° 57′ 54″ E     | +000120, m         | +4 300, m           | Plongeesout.com                                        | 2000-00     |
| 61   | Grotte du Cochon n° 2                          | Saint-Guilhem-le-Désert                  | Monts de Saint-Guilhem     | 43° 45′ 12″ N, 3° 32′ 50″ E     | +000119, m         | NC m                | ipvsmn.org                                             | 2000-12     |
| 62   | Source des Fontanilles                         | Puéchabon                                | Garrigues montpelliéraines | 43° 45′ 10″ N, 3° 37′ 24″ E     | +000119, m         | +1 852, m           | Plongeesout.com, Grottocenter & Spelunca 75            | 2000-12     |
| 63   | Aven Perruche - Affluent Souterrain du Lamalou | Notre-Dame-de-Londres                    | Garrigues montpelliéraines | 43° 49′ 12″ N, 3° 43′ 33″ E     | +000119, m         | +1 025, m           | Grottocenter                                           | 2000-12     |
| 64   | Aven du Signal de Puéchabon                    | Argelliers                               | Garrigues montpelliéraines | 43° 44′ 40″ N, 3° 38′ 17″ E     | +000118, m         | NC m                | ipvsmn.org                                             | 2000-12     |
| 65   | Calaven de la Clapisse                         | Aumelas                                  | Causse d'Aumelas           | 43° 35′ 50″ N, 3° 37′ 43″ E     | +000118, m         | +0800, m            | Plongeesout.com                                        | 2000-12     |
| 66   | Aven Salvat                                    | Aumelas                                  | Causse d'Aumelas           | 43° 34′ 20″ N, 3° 39′ 06″ E     | +000118, m         | +2 500, m           | Grottocenter                                           | 2000-12     |
| 67   | Aven de la Boissière n° 1                      | Notre-Dame-de-Londres                    | Garrigues montpelliéraines | 43° 50′ 11″ N, 3° 43′ 43″ E     | +000117, m         | NC m                | Grottocenter & GERSAM                                  | 2000-12     |
| 68   | Boulidou de Cazilhac                           | Cazilhac                                 | Montagne de la Séranne     | 43° 55′ 11″ N, 3° 41′ 52″ E     | +000116, m         | +3 610, m           | Plongeesout.com & Spéléo Magazine no 64 & Grottocenter | 2008-12     |
| 69   | Aven du Fragon                                 | Moulès-et-Baucels                        |                            | 43° 57′ 35″ N, 3° 44′ 20″ E     | +000114, m         | NC m                | ipvsmn.org                                             | 2000-12     |
| 70   | Grotte des Lauriers                            | Laroque                                  | Garrigues montpelliéraines | 43° 55′ 02″ N, 3° 44′ 00″ E     | +000113, m         | +0800, m            | Plongeesout.com                                        | 2000-12     |
| 71   | Aven Guilhaume                                 | Aumelas                                  | Causse d'Aumelas           | 43° 33′ 51″ N, 3° 37′ 21″ E     | +000112, m         | NC m                | Grottocenter                                           | 2000-12     |
| 72   | Foux de la Buèges                              | Pégairolles-de-Buèges                    | Montagne de la Séranne     | 43° 48′ 48″ N, 3° 35′ 30″ E     | +000111, m         | +0190, m            | Spelunca n°85 & Plongeesout.com                        | 2000-12     |
| 73   | Aven Christophe                                | Causse-de-la-Selle                       | Garrigues montpelliéraines | 43° 46′ 06″ N, 3° 37′ 21″ E     | +000111, m         | NC m                | Spéléométrie de la France                              | 2000-12     |
| 74   | Aven n°5 du bois du Merle                      | Causse-de-la-Selle                       | Garrigues montpelliéraines |                                 | +000111, m         | NC m                | Les Grandes Cavités héraultaises                       | 2000-12     |
| 75   | Aven des Costels                               | Causse-de-la-Selle                       | Garrigues montpelliéraines | 43° 47′ 25″ N, 3° 37′ 33″ E     | +000111, m         | +0205, m            | Spéléométrie de la France                              | 2000-12     |
| 76   | Grotte des Ressecs                             | Puéchabon                                | Garrigues montpelliéraines | 43° 44′ 32″ N, 3° 36′ 31″ E     | +000111, m         | +1 320, m           | Plongeesout.com                                        | 2000-12     |
| 77   | Aven des Aladers                               | Moulès-et-Baucels                        |                            | 43° 57′ 30″ N, 3° 44′ 27″ E     | +000110, m         | NC m                | Spéléométrie de la France                              | 2000-12     |
| 78   | Aven du Dragon                                 | Moulès-et-Baucels                        |                            | 43° 57′ 47″ N, 3° 44′ 31″ E     | +000110, m         | NC m                | ipvsmn.org                                             | 2000-12     |
| 79   | Grotte de la Fausse Monnaie                    | Mas-de-Londres                           | Garrigues montpelliéraines | 43° 46′ 19″ N, 3° 45′ 42″ E     | +000110, m         | +1 000, m           | Grottocenter                                           | 2000-12     |
| 80   | Exsurgence de Gourneyrou                       | Saint-Maurice-Navacelles                 | Causse du Larzac           | 43° 51′ 29″ N, 3° 31′ 31″ E     | +000109, m         | +1 460, m           | Grottocenter & Plongeesout.com                         | 2000-12     |
| 81   | Aven sud de la Vacquerie                       | La Vacquerie-et-Saint-Martin-de-Castries | Causse du Larzac           | 43° 47′ 10″ N, 3° 27′ 43″ E     | +000109, m         | NC m                | ipvsmn.org                                             | 2000-12     |
| 82   | Aven de la Carrière                            | Vieussan                                 |                            | 43° 32′ 05,1″ N, 3° 00′ 17,2″ E | +000108, m         | NC m                | ipvsmn.org                                             | 2000-12     |
| 83   | Aven du Bois du Bac                            | Brissac                                  | Montagne de la Séranne     | 43° 51′ 17″ N, 3° 44′ 05″ E     | +000108, m         | +0267, m            | Grottocenter                                           | 2000-00     |
| 84   | Les Cent Fonts                                 | Causse-de-la-Selle                       | Garrigues montpelliéraines | 43° 45′ 34″ N, 3° 37′ 29″ E     | +000107, m         | +0570, m            | Spelunca 79 & Plongeesout.com                          | 2000-12     |
| 85   | Aven des Perles                                | Pégairolles-de-l'Escalette               | Causse du Larzac           | 43° 48′ 04″ N, 3° 21′ 21″ E     | +000106, m         | +0405, m            | Larzac Explo-Celadon                                   | 2021-11     |
| 86   | Aven de Bourcata                               | Aumelas                                  | Causse d'Aumelas           | 43° 34′ 48″ N, 3° 39′ 17″ E     | +000105, m         | NC m                | Grottocenter                                           | 2000-12     |
| 87   | Aven Desparagus                                | Moulès-et-Baucels                        |                            | 43° 57′ 23″ N, 3° 44′ 28″ E     | +000105, m         | NC m                | Spéléométrie de la France                              | 2000-12     |
| 88   | Le Gourneyras                                  | Saint-Maurice-Navacelles                 | Causse du Larzac           | 43° 51′ 34″ N, 3° 31′ 35″ E     | +000104, m         | +2 165, m           | Plongeesout.com & Grottocenter                         | 2000-12     |
| 89   | Aven d'Argentières                             | Félines-Minervois                        | Minervois                  |                                 | +000103, m         | NC m                | Les Grandes Cavités héraultaises & ipvsmn.org          | 2000-12     |
| 90   | Aven de Puech Agut                             | Saint-Maurice-Navacelles                 | Causse du Larzac           | 43° 48′ 57″ N, 3° 30′ 07″ E     | +000103, m         | +0391, m            | Grottocenter                                           | 2000-12     |
| 91   | Aven de la Table                               | Cazilhac                                 | Montagne de la Séranne     | 43° 54′ 34″ N, 3° 40′ 36″ E     | +000102, m         | NC m                | Grottocenter                                           | 2000-12     |
| 92   | Boulidou du Sergent                            | Saint-Guilhem-le-Désert                  | Monts de Saint-Guilhem     | 43° 44′ 59″ N, 3° 33′ 27″ E     | +000102, m         | +0928, m            | Plongeesout.com                                        | 2000-12     |
| 93   | Aven des Besses                                | Saint-Maurice-Navacelles                 | Causse du Larzac           | 43° 50′ 31″ N, 3° 28′ 10″ E     | +000102, m         | +0150, m            | Alpespeleo.fr                                          | 2000-12     |
| 94   | Aven-perte des Claparèdes                      | Montoulieu                               | Garrigues montpelliéraines | 43° 53′ 23″ N, 3° 47′ 06″ E     | +000102, m         | NC m                | ipvsmn.org                                             | 2000-12     |
| 95   | Source du Lez                                  | Prades-le-Lez                            | Garrigues montpelliéraines | 43° 43′ 06″ N, 3° 50′ 39″ E     | +000101, m         | +0600, m            | Plongeesout.com                                        | 2000-12     |
| 96   | Grotte de Bédelbour                            | Saint-Pons-de-Thomières                  | Saint-Ponais               | 43° 26′ 57″ N, 2° 44′ 48″ E     | +000101, m         | NC m                | Spéléométrie de la France & Plongeesout.com            | 2000-12     |
| 97   | Aven de Trémoulet                              | Cazilhac                                 | Montagne de la Séranne     | 43° 55′ 18″ N, 3° 41′ 32″ E     | +000101, m         | +0167, m            | Grottocenter                                           | 2000-12     |
| 98   | Aven de Bouquelaure                            | Les Rives                                | Causse du Larzac           | 43° 50′ 52″ N, 3° 15′ 28″ E     | +000100, m         | +0700, m            | Plongeesout.com                                        | 2000-12     |
| 99   | Aven des Lacs                                  | Minerve                                  | Minervois                  |                                 | +000100, m         | +1 000, m           | Les Grandes Cavités héraultaises                       | 2000-12     |
| 100  | Aven de la Courounelle                         | Minerve                                  | Minervois                  | 43° 22′ 18″ N, 2° 45′ 06″ E     | +000100, m         | +1 600, m           | ipvsmn.org                                             | 2000-12     |
| 101  | Grotte de la Douch                             | Courniou                                 | Saint-Ponais               | 43° 28′ 15″ N, 2° 42′ 27″ E     | +000100, m         | +5 000, m           | ipvsmn.org                                             | 2013-03     |